# Bahnhof Berlin-Lichterfelde West
Der Bahnhof Berlin-Lichterfelde West ist ein Bahnhof der Deutschen Bahn in der Ortslage Lichterfelde West des Berliner Ortsteils Lichterfelde. Er wurde in den 1870er Jahren an der Bahnstrecke Berlin–Magdeburg zur Erschließung der Villenkolonie Lichterfelde eingerichtet und ist einer der ersten Vorortbahnhöfe im Berliner Raum. 
Heute dient er dem Schienenpersonennahverkehr der Berliner S-Bahn als Haltepunkt auf der Wannseebahn. Ferner erfolgt über ihn die Anbindung des Güterverkehrs der Zehlendorfer Eisenbahn. Von 1947 bis 1993 wurde der Bahnhof von der Berlin Brigade der US-Army genutzt.
Die Gesamtanlage des Bahnhofs mit seinem charakteristischen Empfangsgebäude im Stil einer toskanischen Villa steht unter Denkmalschutz.

## Geschichte

### Erbauung und Vorkriegszeit
Der Bahnhof wurde am 15. Dezember 1872 als Lichterfelde (Potsdamer Bahn) eröffnet. Der Bahnhof war zunächst mit lediglich zwei Seitenbahnsteigen sowie einem aufwendigen Empfangsgebäude im Stil einer toskanischen Villa ausgestattet. Der Bau wurde von dem Hamburger Unternehmer Johann Anton Wilhelm von Carstenn veranlasst und finanziert, der das Gebiet der heutigen Villenkolonie erwarb und die Villenkolonie gründete. Die Station sollte der Erschließung des elegant angelegten Viertels Lichterfelde West dienen und wurde dementsprechend in einem repräsentativen Landhausstil erbaut. Von einer raschen Bahnverbindung in das Berliner Stadtzentrum erhoffte sich Carstenn eine noch größere Attraktivität seiner Gründung. 

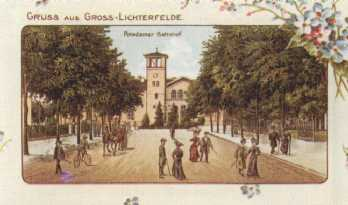
Historische Ansicht des Bahnhofs

Mit dem Wachstum des Ortes Lichterfelde folgte eine Umbenennung nach der anderen. Im Juli 1884 hieß der Bahnhof zunächst Groß-Lichterfelde (Potsdamer Bahn), zwei Jahre später kam die Umbenennung in Groß-Lichterfelde B. M., wobei das „B. M.“ für Berlin–Magdeburg stand, den beiden Endpunkten der Strecke. Um Verwechselungen zu vermeiden, wurde gleichzeitig der an der Anhalter Bahn von Berlin nach Halle liegende Bahnhof Groß-Lichterfelde in Groß-Lichterfelde B. H. umbenannt (heute: Bahnhof Lichterfelde Ost).
Bis zur Eröffnung der Neuen Wannseebahn 1891 wurde der Bahnhof Groß-Lichterfelde B. M. grundlegend umgebaut. Die Vorortzüge der Wannseebahn erhielten ein eigenes Gleispaar neben der Bahnstrecke Berlin–Magdeburg, der „Stammstrecke“ der Preußischen Staatseisenbahnen. Der Bahndamm wurde hochgelegt, die Überführung über die Drakestraße gebaut und die Bahnhöfe erhielten ihre heute noch vorhandenen Mittelbahnsteige. In Lichterfelde West wurde zusätzlich eine Kehranlage eingerichtet. Am 1. Oktober 1891 wurde die Strecke mitsamt dem neuen Bahnhof eröffnet. Im Bereich der Fernbahn wurden ebenfalls die Gleisanlagen erweitert, hier entstand der gleichnamige Güterbahnhof. Die Station erhielt am 1. Januar 1899 wieder einen neuen Namen, diesmal Groß-Lichterfelde West, womit alle drei Lichterfelder Bahnhöfe (Ost, Süd und West) eine Orientierung anhand der Himmelsrichtung bekamen.
Zwischen 1900 und 1902 wurde die Wannseebahn für einen Probebetrieb mit 750 V Gleichstrom elektrifiziert. Die gewonnenen Erkenntnisse kamen schließlich bei der Anhalter Vorortbahn zum Einsatz, die ab 1903 mit dem gleichen System betrieben wurde. Dieser Betrieb hielt sich bis zur Umstellung auf das heutige System mit 800 V Gleichstrom im Jahr 1929.
Im Jahr 1904 wurde die private Zehlendorfer Eisenbahn- und Hafen AG gegründet, die im Bahnhof Lichterfelde West in südliche Richtung abzweigt und die etwa drei Kilometer entfernten Industriebetriebe im Ort Schönow (heute Ortslage der Ortsteile Zehlendorf und Lichterfelde) mit dem Netz der Staatsbahn verbindet. Sie wird heute noch als Privatanschlussbahn betrieben, ist aber in den DB-Konzern eingegliedert.

### Zwischenkriegszeit
Nach der Eingemeindung Groß-Lichterfeldes nach Groß-Berlin 1920 entfiel das Groß- vor Lichterfelde, auch die Bahnhöfe wurden 1925 entsprechend umbenannt. 
Ab dem 15. Mai 1933 hielten am Bahnhof die elektrischen Züge der Berliner S-Bahn. Zum Einsatz kamen neben den Stadtbahnwagen der Baureihe ET 165 auch die neu angeschafften Züge der Bauart „Wannseebahn“ (ET 165.8), die im Unterschied zu den normalen Wagen der Baureihe ET 165 versenkte Nieten hatten. 
Im Zweiten Weltkrieg wurde der Bahnhof am 30. April 1944 durch einen alliierten Luftangriff beschädigt. Die Gleisanlagen am südwestlichen Ende des Bahnhofs wurden dabei komplett zerstört, sodass zwischen dem Bahnhof Zehlendorf und Lichterfelde West ein Schienenersatzverkehr eingerichtet werden musste. Der verbliebene Verkehr kam schließlich Ende April 1945, wenige Tage vor dem Ende der Schlacht um Berlin, zum Erliegen.

### Nachkriegszeit

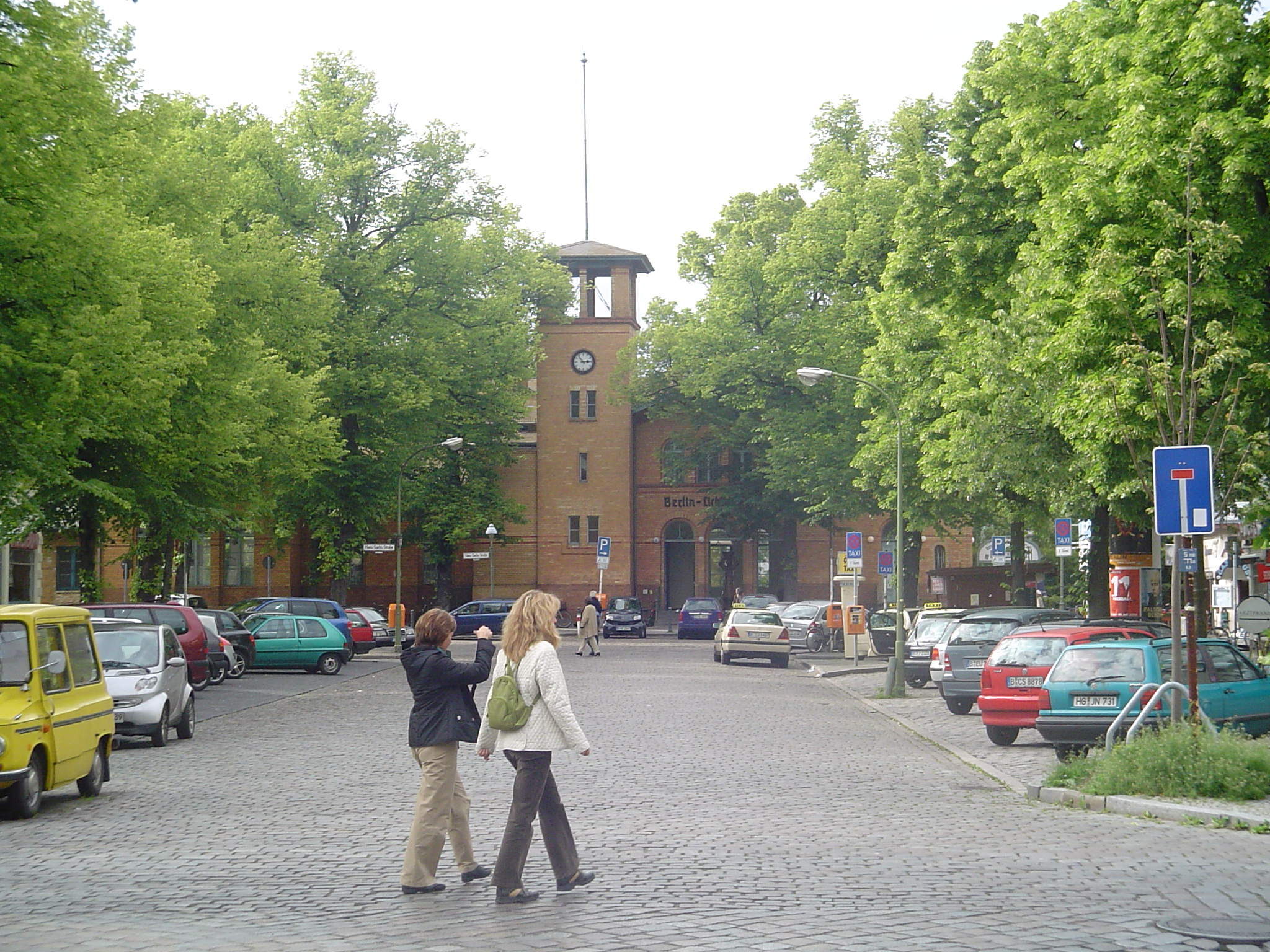
Zugang zum Bahnhof über die Baseler Straße

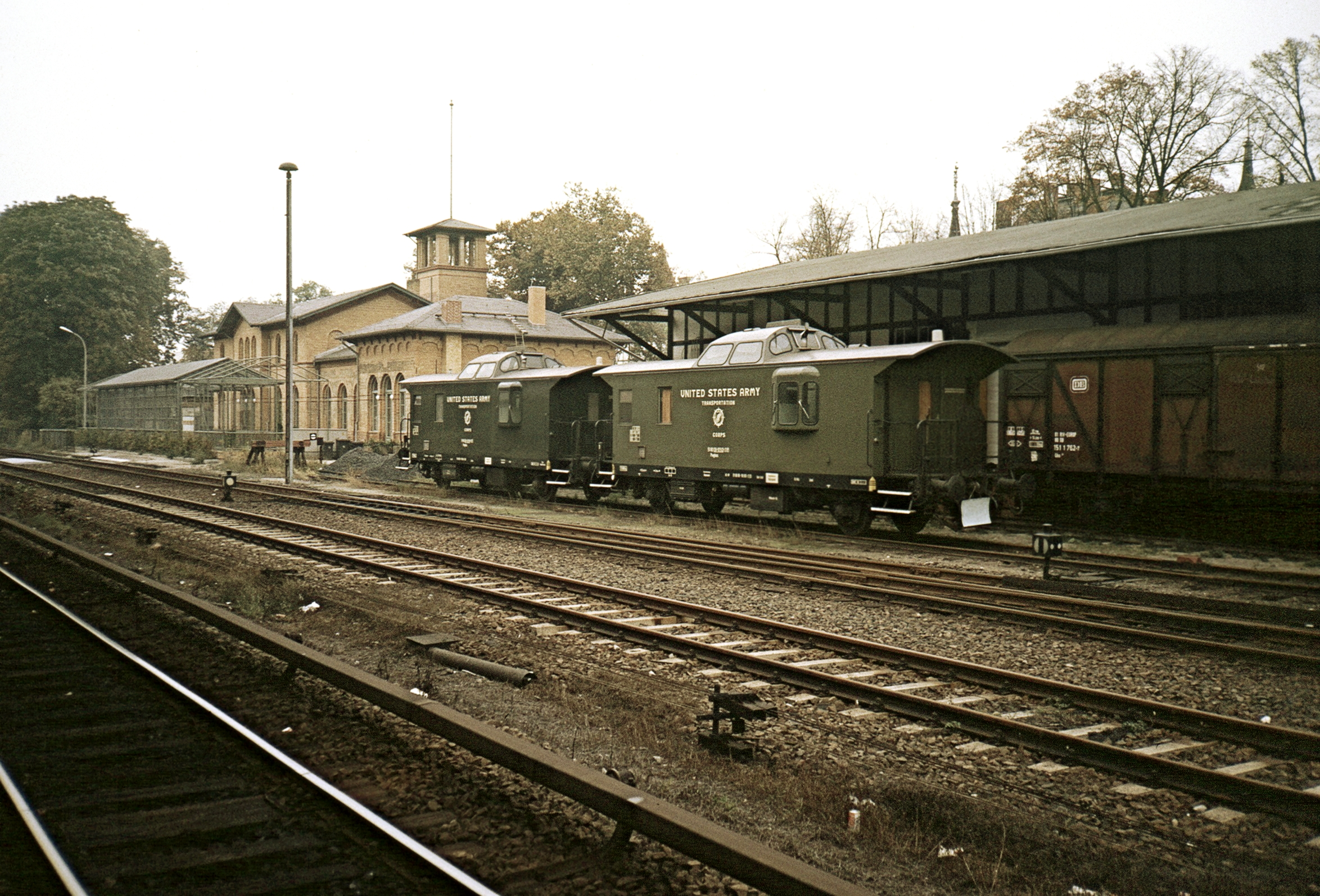
Militärbahnhof mit US-amerikanischen Caboose Cars, 1986

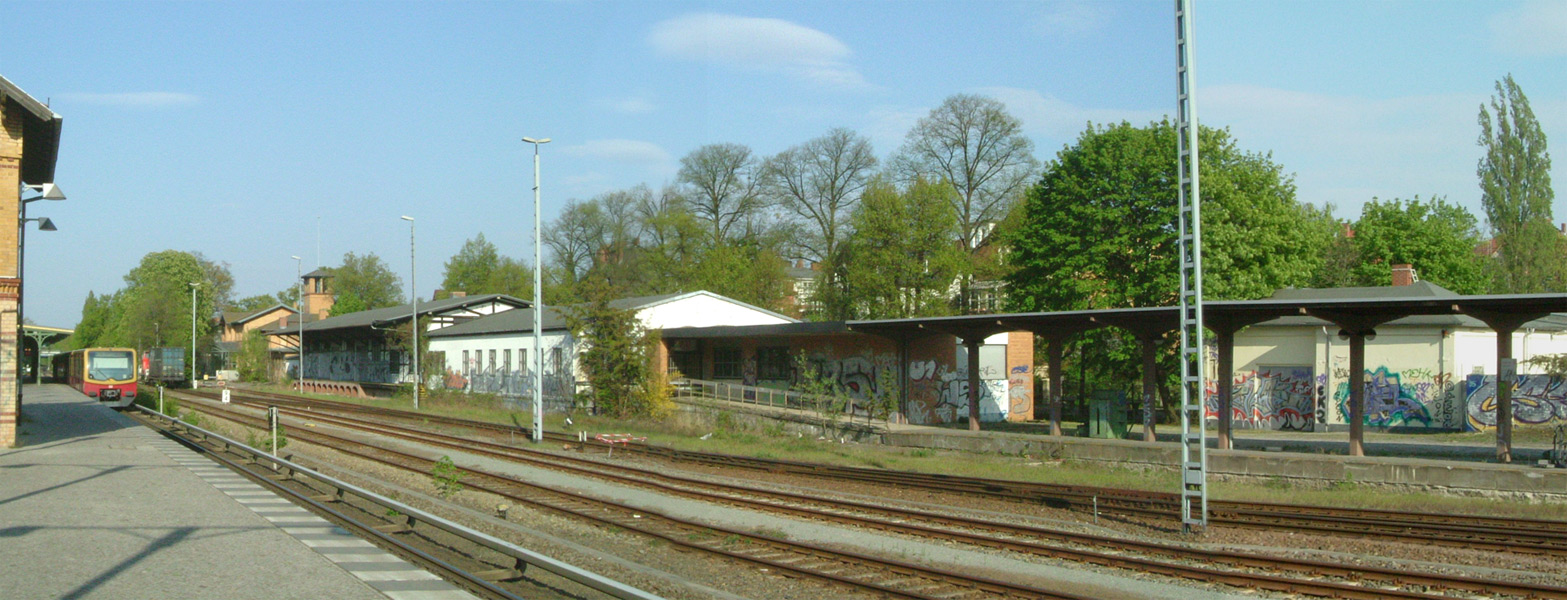
Ehemaliger Bahnsteig und Abfertigungsgebäude des US-Militärbahnhofs, links der S-Bahnsteig

Bereits am 6. Juni 1945 konnte der Betrieb, wenn auch nur notdürftig, wieder aufgenommen werden. Rund eineinhalb Jahre später wurde der Güterbahnhof von der US-amerikanischen Besatzungsmacht bezogen, die hier einen Militärbahnhof einrichtete. Von hier aus verkehrten dann die Züge der Soldaten, darunter die täglichen Berlin Duty Trains über den Grenzübergang Helmstedt/Marienborn nach Westdeutschland. Dieser Verkehr endete mit dem Abzug der US-Amerikaner 1993.
Da die Deutsche Reichsbahn (DR) weiterhin in beiden Teilen der Stadt die gesamte S-Bahn betrieb, boykottierte die West-Berliner Bevölkerung das Verkehrsmittel 1949, auch der Mauerbau trug zu einem Niedergang bei.
Die schrumpfenden Fahrgastzahlen und der als Protest West-Berliner Reichsbahner gegen ihre Arbeitsbedingungen im September 1980 geführte Berliner S-Bahn-Streik führten dazu, dass der Betrieb auf der Strecke eingestellt wurde.
Am 9. Januar 1984 wurde S-Bahn-Verkehr durch die BVG übernommen. Diese betrieb zunächst ein 21 Kilometer langes Rumpfnetz, nahm aber nach und nach einige der 1980 stillgelegten Strecken in Betrieb, so auch am 1. Februar 1985 die Wannseebahn. Die umfassende Sanierung der Strecke wurde gleich nach der Übernahme in Angriff genommen. Dabei wurden zum Teil jahrzehntelang vernachlässigte Stellen ausgebessert, so das Empfangsgebäude, das bei einem Brand 1965 beschädigt worden war. Der linke Seitenflügel konnte dennoch nicht mehr gerettet werden.

## Sonstiges
Im Zentrum der Bahnhofshalle stand seit 1986 die Holzskulptur Flora von Lichterfelde des in Berlin lebenden Bildhauers Wolf van Roy. Eine Bürgerinitiative um Nils Seethaler setzt sich seit 2022 für die Sanierung und Neuaufstellung der Skulptur ein, die zwischenzeitlich ausgelagert wurde.

## Anbindung
Der S-Bahnhof wird von der Linie S1 der Berliner S-Bahn bedient. Es bestehen Umsteigemöglichkeiten zu den Omnibuslinien 101, 188, M11, M48 und N88 der BVG.
| Linie | Verlauf |
| ----- | --- |
|       | Oranienburg – Lehnitz – Borgsdorf – Birkenwerder – Hohen Neuendorf – Frohnau – Hermsdorf – Waidmannslust – Wittenau (Wilhelmsruher Damm) – Wilhelmsruh – Schönholz – Wollankstraße – Bornholmer Straße – Gesundbrunnen – Humboldthain – Nordbahnhof – Oranienburger Straße – Friedrichstraße – Brandenburger Tor – Potsdamer Platz – Anhalter Bahnhof – Yorckstraße (Großgörschenstraße) – Julius-Leber-Brücke – Schöneberg – Friedenau – Feuerbachstraße – Rathaus Steglitz – Botanischer Garten – Lichterfelde West – Sundgauer Straße – Zehlendorf – Mexikoplatz – Schlachtensee – Nikolassee – Wannsee |